# 阿根廷–英格蘭足球對決
阿根廷–英格蘭足球對決（Argentina–England football rivalry）是一種體育對抗，存在於阿根廷國家足球隊與英格蘭國家足球隊之間以及各自的球迷群體之中，被認為是足球界最具敵意的對抗之一。這兩支球隊之間的比賽，即使是友誼賽，也常常伴隨著顯著且有時具爭議的事件。
這場對抗的特點在於它是一種洲際對抗；通常這類足球對抗發生在相互接近的國家之間，例如法國–意大利或阿根廷–巴西。在阿根廷，英格蘭被視為國家足球隊的主要對手之一，僅次於巴西、德國和烏拉圭。在英格蘭，這場對抗的地位也相當重要，部分原因是與非足球事件有關，特別是1982年的福克蘭戰爭。
這場對抗在20世紀下半葉的幾場比賽中逐漸形成，並受到多個具爭議事件的推動，尤其是在1966年和1986年國際足協世界盃期間的比賽。
在官方比賽中，英格蘭在這場對抗中稍佔上風，取得六場勝利，相對於阿根廷的兩場勝利，以及五場平局（其中一場平局在點球大戰中由阿根廷獲勝）。在世界盃中，英格蘭也在兩隊的對戰紀錄中領先，取得三場勝利（分別在1962年、1966年和2002年）對阿根廷的一場勝利（1986年，此外還有1998年的點球勝利）。

## 早期歷史

### 英國對阿根廷足球的影響

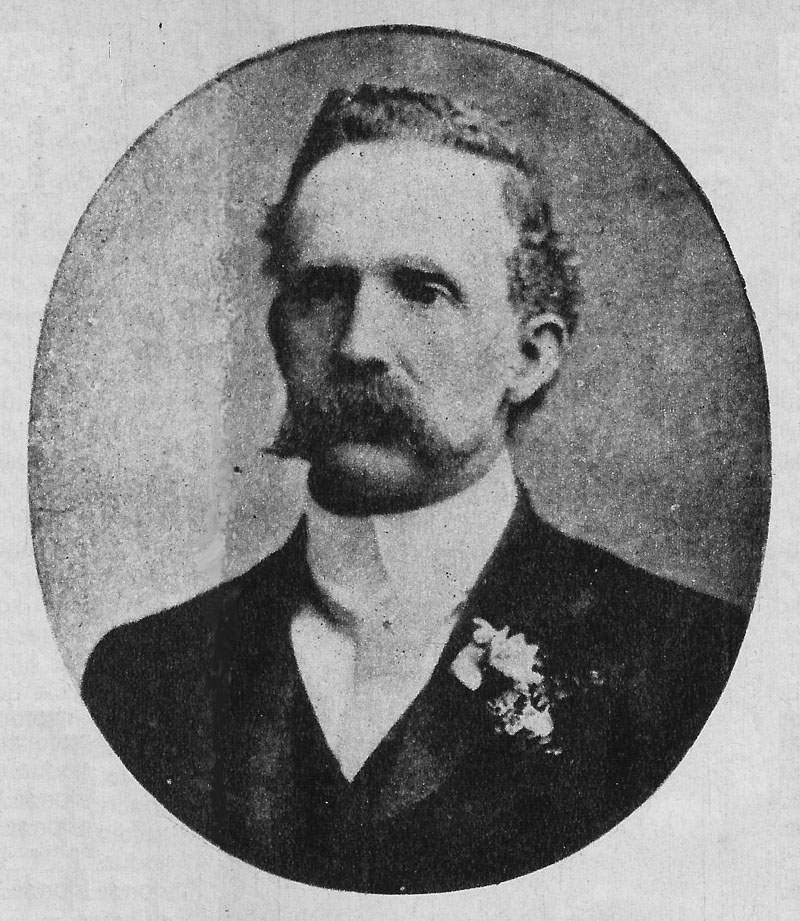
亞歷山大·華生·哈頓，被譽為「阿根廷足球之父」，創辦了阿爾馬尼體育會，該隊是阿根廷歷史上最成功的球隊，直到其解散為止

在19世紀下半葉，阿根廷首都布宜諾斯艾利斯有一個龐大的英國外籍社區，約有10,000人。與世界其他地區類似，足球是由英國人引入阿根廷的。阿根廷第一場記錄在案的足球比賽由布宜諾斯艾利斯板球會於1867年6月20日在巴勒莫組織，參賽隊伍是兩支英國鐵路工人組成的隊伍，分別是白帽隊和紅帽隊（在足球的早期，隊伍通常用帽子而不是球衣來區分）。

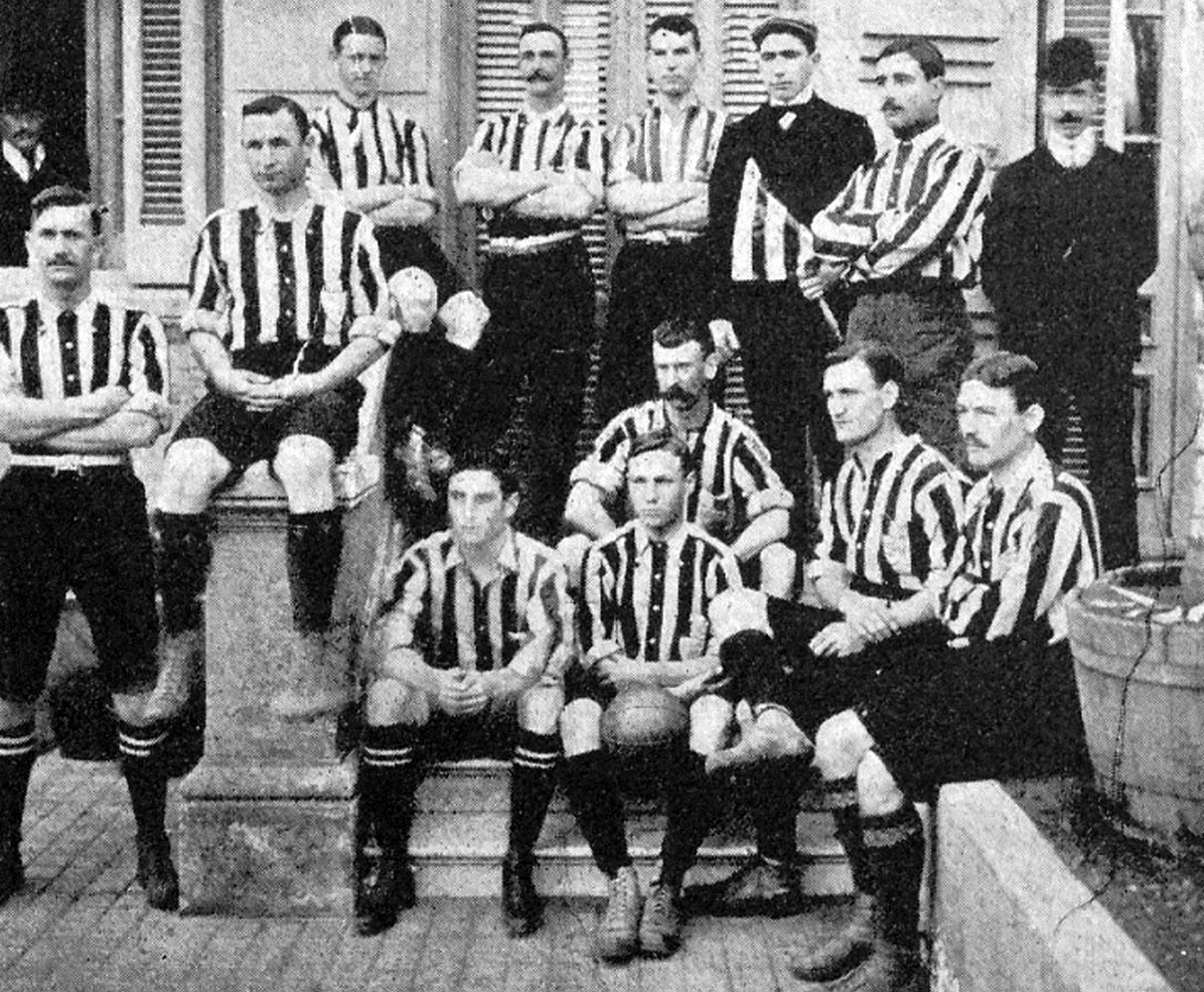
阿爾馬尼體育會（Alumni Athletic Club），於1906年以1–0擊敗南非，成為第一支擊敗英國俱樂部的阿根廷隊伍

被稱為「阿根廷足球之父」的亞歷山大·華生·哈頓是一位來自格拉斯哥的教師，他在1880年代初首次在布宜諾斯艾利斯的聖安德魯蘇格蘭學校教授足球。1884年2月4日，他創辦了布宜諾斯艾利斯英國高級中學，並繼續向學生教授這項運動。1898年，由該校學生組成的阿爾馬尼體育會成立，成為阿根廷歷史上最成功的球隊，總共贏得22個冠軍，直到1913年解散。此外，阿爾馬尼也是第一支擊敗英國隊的本地球隊，以1–0戰勝了主要由英國裔球員組成的南非國家足球隊，這在阿根廷足球史上具有里程碑式的意義。
在1891年，哈頓成立了阿根廷足球協會聯盟。五個俱樂部參加，但僅進行了一個賽季的比賽。新的聯盟——阿根廷足球協會聯盟於1893年2月21日成立，最終成為阿根廷足球協會（AFA）。在阿根廷足球的早期，幾乎所有的球員和官員都是外籍英國人或有英國血統，阿根廷一些最古老的足球俱樂部，如羅薩里奧中央、紐維爾舊生和基爾梅斯，均由英國外籍人士創立。
進入20世紀後，幾間英國足球俱樂部訪問南美的行程促進了該地區足球的傳播和發展。第一支前往該地區的俱樂部是南安普敦，於1904年訪問，隨後有幾支隊伍（主要來自英國，雖然一些蘇格蘭俱樂部也造訪南美）直到1929年，最後一支訪問的隊伍是切爾西。
在這25年的巡迴賽中，英國球隊的表現逐漸下降，而南美球隊的比賽風格則有所改善。事實上南安普敦在1904年贏得了所有比賽，進球數達到40球，而切爾西在1929年的巡迴賽中則在16場比賽中輸了八場。
隨著比賽受歡迎程度的提高，英國對該運動的影響逐漸減弱，到1912年，該協會更名為「阿根廷足球協會」。然而英國對阿根廷足球的影響仍體現在持續使用如「角球」和「邊路」等術語，而非其西班牙語翻譯。阿根廷幾支著名球隊的名稱，如河床，或受英語影響的小保加，也反映了英國在該運動中的主導地位及英語的強制使用。
在1940年代，阿根廷足球協會在其比賽中使用英國裁判。

### 首場比賽

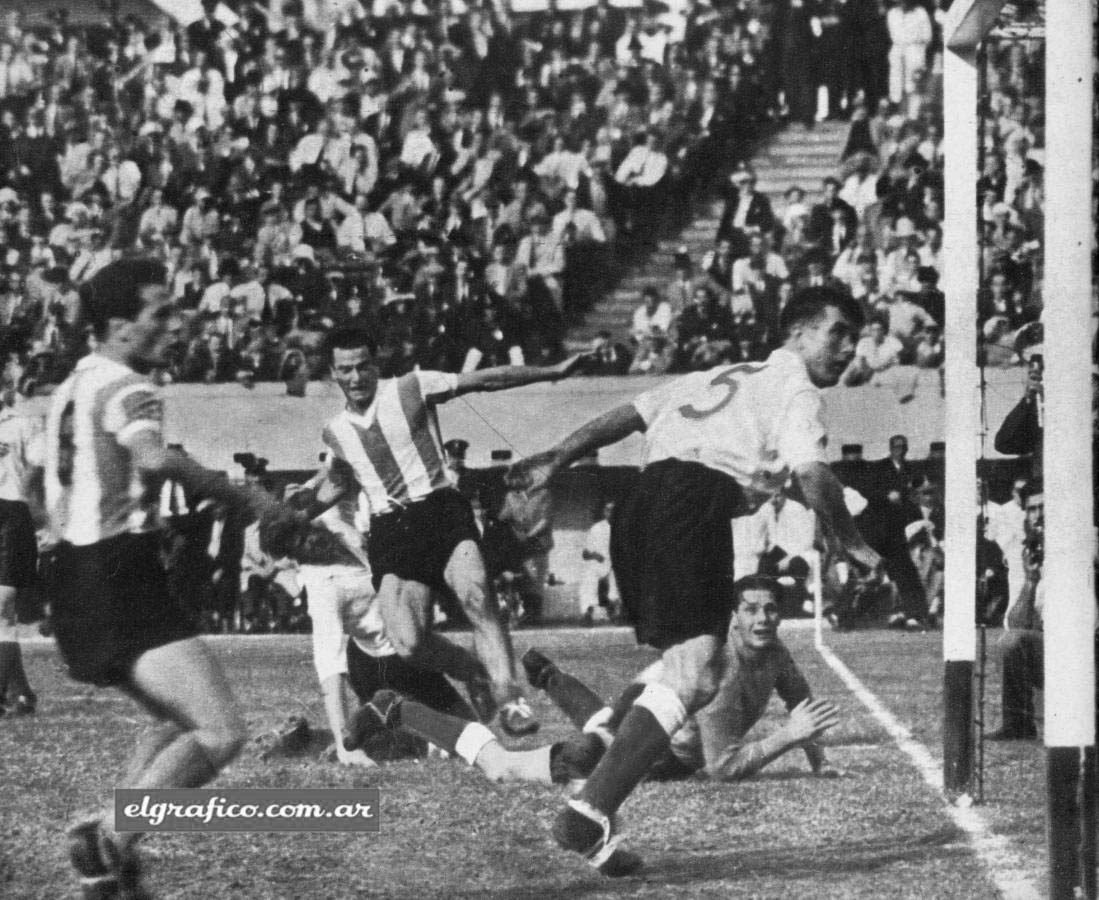
埃內斯托·格里略在1953年友誼賽中於纪念碑球场進球，阿根廷以3–1獲勝

兩國國家隊在1966年對決之前就已經交手過——阿根廷是除了蘇格蘭之外，第一支在溫布利體育場與英格蘭比賽的隊伍，該場比賽於1951年進行，最終英格蘭以2–1獲勝。他們在1953年於布宜諾斯艾利斯進行了兩場比賽。第一場比賽，阿根廷以3–1獲勝，但英格蘭派出的是一支被稱為FA XI的替補隊伍，因此這場比賽被英方視為非正式國際賽。儘管這場比賽出現在一些記錄中，並被視為阿根廷的官方國際賽之一，但無論是AFA還是FIFA都不將其列為正式國際賽。儘管如此，阿根廷人仍然認為這是他們首次戰勝英格蘭。隨後一位阿根廷政治家表示：「我們國有化了鐵路，現在我們也國有化了足球！」。
第二場1953年的國際賽對兩隊來說都是正式比賽。英格蘭派出包括阿爾夫·拉姆西、和湯姆·芬尼在內的強大陣容，而阿根廷則保持了首場比賽的陣容。可惜該場比賽因暴雨在23分鐘時被迫中止，最終比分為0–0。這場比賽創下了91,000名觀眾的紀錄，成為當時阿根廷足球賽事的最高觀眾數。阿根廷與英格蘭的下一次交手是在1962年國際足協世界盃，英格蘭在小組賽中以3–1獲勝，使阿根廷被淘汰出局。阿根廷在正式國際賽中首次戰勝英格蘭是在1964年6月的國家杯（Taça das Nações）友誼賽中，以1–0獲勝。

## 關鍵時刻

### 1966年世界杯
儘管有著這些歷史，直到英國舉辦並最終由英格蘭贏得的1966年國際足協世界盃，這場競爭才開始展現出尖銳而激烈的邊緣。兩隊在本次賽事的四分之一決賽中相遇，這場比賽在阿根廷被稱為「el robo del siglo」（「世紀之竊」），最終英格蘭以1–0獲勝，進球者是前鋒，該進球因阿根廷方面聲稱越位而受到爭議。

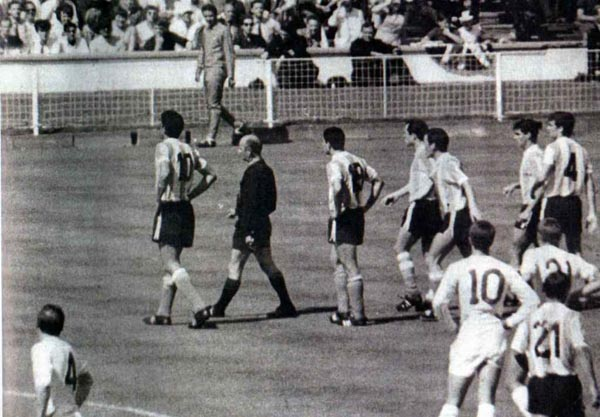
安東尼奧·拉廷在1966年世界杯的阿根廷對英格蘭比賽中被罰下場

這場比賽特別引人注目的是阿根廷隊長安東尼奧·拉廷因收到第二張黃牌而被罰下場。阿根廷人認為這張黃牌不公，包括拉廷本人，他拒絕離場，最終需由警察護送離開球場。拉廷在比賽開始時因對鮑比·查爾頓的犯規而被警告，隨後又因對的犯規而再次被警告（在那屆世界杯之前，黃牌/紅牌的使用尚未普及）。
據報導德國裁判魯道夫·克賴特林表示，他罰下拉廷是因為不喜歡他看自己的方式，而英國報紙則引用官方的理由為「口頭暴力」，儘管裁判並不會說西班牙語。拉廷的意圖似乎是想與德國裁判交談，因為阿根廷人認為他偏向英格蘭隊。拉廷明顯地示意要展示他的隊長臂章並希望叫來翻譯。
英國裁判監督肯·阿斯頓進入場地試圖說服拉廷離開，但這只加劇了情況，因為拉丁美洲球隊已經懷疑英國和德國人在合作將他們淘汰出局。被罰下後拉廷抓住角旗（上面有聯合王國國旗）用手捏皺，然後最終坐在地上。比賽結束後，英格蘭教練拒絕讓他的球員與阿根廷球員互換球衣（這是大型足球賽後的傳統），並在新聞中將南美球隊形容為「動物」。阿根廷媒體和公眾感到憤怒，一家阿根廷報紙發佈了一張世界杯吉祥物世界杯威利的照片，將其打扮成海盜的樣子，以表達他們對英格蘭隊的看法。

### 1986年世界杯

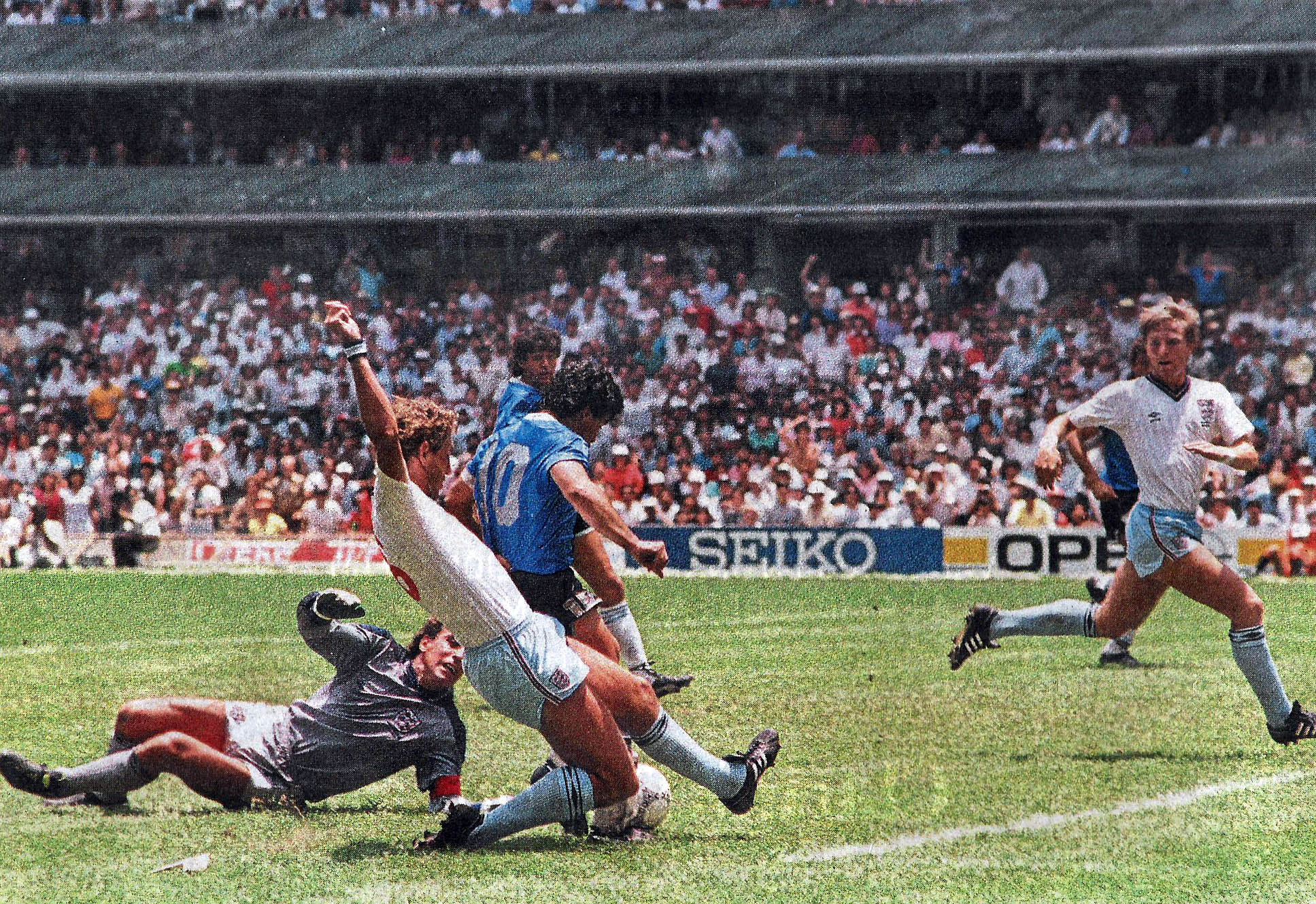
迪亞高·馬勒當拿在1986年世界杯四分之一決賽中進球，成功突破守門員彼得·希爾頓。特里·巴徹（6號）無法阻止這一射門。

兩隊之間的競爭在1974年、1977年和1980年的友誼賽中持續進行。1974年在溫布利的比賽由阿根廷裁判執法，並在比賽最後五分鐘判給客隊一個點球，成功將其轉化為進球，最終比賽以2–2平局結束。1977年6月，在布宜諾斯艾利斯的比賽中，兩隊以1–1平局收場，但因丹尼爾·貝爾托尼對特雷弗·徹利的拳擊事件而導致雙方球員被罰下。1980年，英格蘭在溫布利以3–1戰勝阿根廷，這場比賽標誌著迭戈·馬拉多納首次對陣英格蘭。
兩隊的下一場競爭性比賽是在1986年世界杯的墨西哥舉行，再次是在四分之一決賽。這場比賽因1982年的福克蘭戰爭而變得格外激烈。阿根廷通過一個極具爭議的進球取得領先，馬拉多納用手將球打入網中。突尼斯裁判阿里·本·納賽爾判這個進球有效，這使得英格蘭隊及其球迷感到憤怒。這個進球被稱為「上帝之手」，因為馬勒當拿對進球的幽默描述，這一事件在英國變得聲名狼藉，特別是因為英格蘭最終輸掉了比賽，而阿根廷也隨後贏得了比賽。
在這場比賽中，馬勒當拿還打入了第二個進球，該進球在2002年被評選為世界杯歷史最佳進球。英格蘭前鋒隨後扳回一球，但英格蘭未能再進一球，最終以1–2落敗。儘管他的第二個進球技術精湛，馬拉多納在自傳中寫道：「我有時覺得我更喜歡那個用手進的球……這就像偷了英國人的錢包。」他還提到福克蘭戰爭時說：「這就像我們打敗了一個國家，而不僅僅是一支足球隊……雖然我們在比賽前說過足球與福克蘭戰爭無關，但我們知道他們在那裡殺了很多阿根廷小男孩，像小鳥一樣殺死他們。而這就是報復。」
比賽結束時，英格蘭的史蒂夫·霍奇與馬勒當拿交換球衣，後來以710萬英鎊的價格在拍賣中出售了這件球衣。馬勒當拿讚揚英格蘭球員，因為他們不像其他經常犯規並將他推倒的球隊那樣使用粗暴戰術。
這場比賽極大地加深了兩隊在英格蘭的對立情緒，英國人感到自己因馬勒當拿的手球而被剝奪了競賽的機會。這兩個進球對英國人來說的重要性可以從2002年英國廣播公司第四台評選的100個最偉大的體育時刻中第六位可見。而在阿根廷，這場比賽被視為對福克蘭戰爭的報復，以及對他們仍然認為在1966年世界杯中遭遇的不公正比賽的回應。

### 1991年友誼賽
1991年5月25日，兩隊在溫布利進行了一場友誼賽。阿根廷在阿爾菲奧·巴希萊的帶領下，正在為即將到來的1991年美洲杯做準備，並最終贏得了該賽事。南美球隊有一批新一代球員主要在國內踢球，取代了之前兩屆世界杯的主力球員。比賽大部分時間由英格蘭控制，但在比賽結束前，阿根廷從兩球落後的情況下扳平為2–2。克勞迪奧·加西亞和達里奧·弗蘭科的進球均來自頭球。
儘管未能獲勝，但這一結果在阿根廷受到慶祝，特別是因為兩個進球均來自角球，這在阿根廷被視為英國通常擅長的進攻方式。

### 1998年世界杯
兩國的下一次交手是在1998年國際足協世界盃的十六強賽中於法國聖艾蒂安舉行。這場比賽有許多值得注意的方面，包括由年輕前鋒米高·奧雲進球，這被認為是英格蘭歷史上最偉大的進球之一。
這場比賽還因大衛·貝克漢被紅牌罰下而被記住。貝克漢在比賽中被迪亞高·施蒙尼犯規，當施蒙尼站起來時，他用拳頭輕輕碰了貝克漢的後腦勺，貝克漢則面朝下躺在場上。貝克漢躺在地上時，用腿踢向施蒙尼，隨後施蒙尼摔倒，裁判隨即將貝克漢罰下。
在十人作戰的情況下，英格蘭抵擋住了阿根廷的攻擊。在比賽結束前的最後時刻，在阿根廷禁區內頭球攻門入網。當英格蘭球員開始慶祝進球時，裁判吹哨判定阿倫·舒利亞在進球前對阿根廷守門員犯規，進球被判無效。隨後的任意球迅速開出，英格蘭球員在慶祝中不得不急忙回防，以防止阿根廷進球。
比賽在加時賽結束時以2–2平局收場。隨後的點球大戰中，阿根廷以4–3獲勝，因為英格蘭的兩次點球被阿根廷守門員卡路士·羅亞撲出。
比賽結束後，貝克漢因其被認為是幼稚和衝動的行為而受到英國媒體的抨擊；第二天《每日鏡報》的頭條標題為：「10隻英雄獅子，一個愚蠢的男孩」。西蒙尼後來承認，他模擬了被踢的傷勢，以使貝克漢被罰下，並且他的隊友們也都在催促裁判出示紅牌。然而體育畫報對阿根廷隊在這一事件中的表現表示批評，指出西蒙尼首先對貝克漢發動了一次「重擊挑戰」，然後「像磚塊一樣倒下」，以使貝克漢被罰下，並指出阿根廷在與荷蘭的下一場比賽中也使用了類似的「戲劇性手法」，導致一名荷蘭球員被罰下（不過阿根廷在那場比賽中以1–2落敗）。

### 2000年友誼賽與2002年世界杯

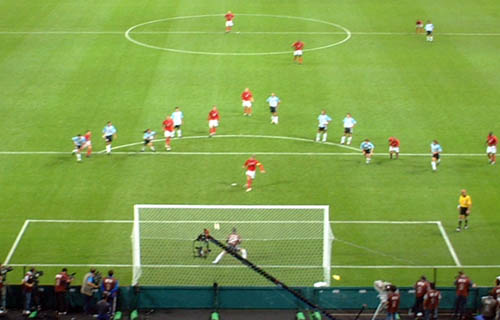
大衛·貝克漢在2002年國際足協世界盃中為英格蘭隊罰進點球

另一場友誼賽於2000年2月23日在溫布利舉行，最終以0–0平局結束。這一天也是前英格蘭足球運動員爵士去世的日子，享年85歲。隨後兩隊在2002年國際足協世界盃的小組賽中再次相遇。由於英格蘭在之前的三屆世界杯中有兩次被阿根廷淘汰，因此英格蘭的緊張情緒高漲。這種緊張情緒因英格蘭在首場比賽中僅與瑞典踢平而加劇，這使得他們在面對阿根廷時必須取得好成績，以避免被淘汰。
英格蘭隊長大衛·貝克漢在比賽中打入唯一進球，這是一次因米高·奧雲被莫利斯奧·普捷天奴犯規而獲得的點球，許多人認為這使貝克漢在英國體育界的形象得以贖回，彌補了四年前被罰下的過錯。正如《時報》在比賽報導中所描述的那樣：「因為紅牌而被詬病，幫助英格蘭在1998年世界杯中被阿根廷淘汰的貝克漢，今晨的光環比以往更加明亮」。儘管在比賽的下半場末段阿根廷球員發起了猛烈攻勢，英格蘭仍保持了1–0的比分，部分原因是阿根廷（作為賽前的熱門之一）在小組賽中被淘汰。
儘管阿根廷球員和公眾對點球的判罰表示批評，但整場比賽的競爭氛圍相對良好，並沒有1966年、1986年和1998年交鋒中出現的敵意。迪亞高·施蒙尼與大衛·貝克漢在比賽中握手，兩人之間的衝突已經不再存在。
正如預期的那樣，阿根廷球迷對這場比賽的結果感到極度失望，隨後與瑞典的平局進一步加劇了這種情緒。比賽結束後，球迷之間出現了一種新的「爭議」，聲稱阿根廷隊長故意降低了自己的表現，因為他需要返回英國與曼聯足球俱樂部比賽。華朗否認了這些指控。

### 2005年友誼賽
兩國之間最近的一場比賽發生在2005年11月12日的一場友誼賽，地點位於日內瓦，當時兩隊均已獲得2006年國際足協世界盃參賽資格。兩隊都派出主力球員主戰。英格蘭在比賽中兩次落後，最終以3–2逆轉擊敗阿根廷，進球者包括米高·奧雲，他分別接到史提芬·謝拉特和祖·高爾的傳中球，在比賽的最後時刻打入兩球。這一結果和表現受到英國媒體和公眾的熱烈歡迎。
比賽的整體氛圍也比以往更加友好，《時報》報導稱：「與以往對抗的惡劣標準相比，英格蘭與阿根廷之間的交鋒邊緣化為了甜蜜，雖然這個概念相對而言是深具相對性的。最近的交鋒中出現了看台上的打鬥、關於福克蘭群島的歌曲、對球員性取向的嘲諷，以及一般的粗魯行為，這些雖然難以置信，但代表著外交關係的顯著緩和。」

## 對賽紀錄
以下是兩國歷年來的對賽紀錄：
| #  | 日期           | 城市           | 場地               | 勝方   | 比分                  | 比賽類型       | 阿根廷進球者       | 英格蘭進球者               |
| -- | -------------- | -------------- | ------------------ | ------ | --------------------- | -------------- | ------------------ | -------------------------- |
| 1  | 1951年5月9日   | 倫敦           | 溫布利             | 英格蘭 | 2–1                   | 友誼賽         | 博耶               | 莫滕森, 米爾本             |
| –  | 1953年5月14日  | 布宜諾斯艾利斯 | 河床體育場         | 阿根廷 | 3–1                   | 友誼賽         | 格里洛 (2), 米凱利 | 泰勒                       |
| 2  | 1953年5月17日  | 布宜諾斯艾利斯 | 河床               | –      | 0–0                   | 友誼賽         |                    |                            |
| 3  | 1962年6月2日   | 蘭卡瓜         | 厄爾特尼恩特體育場 | 英格蘭 | 3–1                   | 1962年世界杯   | 桑菲利波           | 弗勞爾斯, 查爾頓, 格里夫斯 |
| 4  | 1964年6月6日   | 里約熱內盧     | 馬拉簡拿           | 阿根廷 | 1–0                   | 國際足聯洲際盃 | A. 羅哈斯          |                            |
| 5  | 1966年7月23日  | 倫敦           | 溫布利             | 英格蘭 | 1–0                   | 1966年世界杯   |                    | 靴斯                       |
| 6  | 1974年5月22日  | 倫敦           | 溫布利             | 平局   | 2–2                   | 友誼賽         | 肯佩斯 (2)         | 陳亮鏞, 沃辛頓             |
| 7  | 1977年6月12日  | 布宜諾斯艾利斯 | 糖果盒球場         | 平局   | 1–1                   | 友誼賽         | 貝爾托尼           | 皮爾森                     |
| 8  | 1980年5月13日  | 倫敦           | 溫布利             | 英格蘭 | 3–1                   | 友誼賽         |                    | D. 約翰遜 (2),             |
| 9  | 1986年6月22日  | 墨西哥城       | 阿茲特克           | 阿根廷 | 2–1                   | 1986年世界盃   | 馬勒當拿 (2)       |                            |
| 10 | 1991年5月25日  | 倫敦           | 溫布利             | 平局   | 2–2                   | 挑戰盃         | C. 加西亞, 弗蘭科  | ,                          |
| 11 | 1998年6月30日  | 聖艾蒂安       | 吉夏尔球场         | 阿根廷 | 2–2 （加时） （4–3 ） | 1998年世界盃   | ,                  | ,                          |
| 12 | 2000年2月23日  | 倫敦           | 溫布利             | 平局   | 0–0                   | 友誼賽         |                    |                            |
| 13 | 2002年6月7日   | 札幌           | 札幌巨蛋           | 英格蘭 | 1–0                   | 2002年世界盃   |                    | 貝克漢                     |
| 14 | 2005年11月12日 | 日內瓦         | 日內瓦體育場       | 英格蘭 | 3–2                   | 友誼賽         | ,                  | , 奧雲 (2)                 |

備註
1. ↑  此比賽不被英格蘭和阿根廷協會視為正式國際賽，因此未包含在編號列表中。[9][10][8]
2. ↑  因雨在20分鐘後中止。
3. ↑  點球取勝。

## 對賽統計
| 比賽類型       | 場次 | 阿根廷勝 | 平局 | 英格蘭勝 | 阿根廷進球 | 英格蘭進球 |
| -------------- | ---- | -------- | ---- | -------- | ---------- | ---------- |
| 國際足聯世界杯 | 5    | 1        | 1    | 3        | 5          | 8          |
| 友誼賽         | 9    | 1        | 4    | 3        | 10         | 13         |
| 總計           | 14   | 2        | 5    | 6        | 15         | 21         |

備註
1. ↑  阿根廷在1998年世界杯中通過點球擊敗英格蘭
2. ↑  1953年的非正式比賽未包含在這些數據中，1953年中止的比賽未計入勝/平/負總數。

- 在阿根廷（2場比賽）：1平局，1場中止
- 在英格蘭（6場比賽）：3場英格蘭勝，3場平局
- 中立場地（6場比賽）：3場英格蘭勝，2場阿根廷勝，1場平局（阿根廷通過點球獲勝）
- 兩隊在贏得世界杯的過程中互相淘汰過對方——英格蘭在1966年，阿根廷在1986年。

### 官方獎項比較
| 獎項              | 阿根廷 | 英格蘭 |
| ----------------- | ------ | ------ |
| 世界杯            | 3      | 1      |
| 國際足聯聯合會杯  | 1      | 0      |
| 南美洲–歐洲冠軍杯 | 2      | 0      |
| 美洲杯/歐洲錦標賽 | 16     | 0      |
| 泛美/國家聯賽     | 1      | 0      |
| 總計              | 23     | 1      |

## 俱樂部層面
在俱樂部層面，阿根廷和英國的比賽同樣充滿火藥味。雖然阿根廷和英國俱樂部之間的交手機會不多，但每次對陣時都會發生引人注目的事件。最令人難忘的比賽發生在洲際盃中。1968年，拉普拉塔學生隊與曼聯爭奪這項獎盃。首回合在布宜諾斯艾利斯進行，學生隊的支持者非常活躍，比賽也非常激烈，出現有爭議的紅牌和身體碰撞的情況。曼聯在第二回合無法扭轉1–0的劣勢，拉普拉塔學生隊最終贏得了冠軍。
九年後的1977年，利物浦拒絕與小保加比賽，因此小保加選擇與歐洲亞軍門興格拉德巴赫交鋒並獲得首個獎盃。在1978年，利物浦聲稱有「排程衝突」，因此該獎盃未能舉行。
在1978年河床體育會的歐洲巡演中，阿根廷隊以2–1戰勝錫菲聯。這場比賽在巴拉摩徑球場進行，這也是亞歷山卓·沙比拿轉會至英國俱樂部的一部分。
1984年，獨立隊與利物浦爭奪已更名為「豐田杯」的獎盃。比賽形式也改為在日本進行的單場比賽，這樣更方便球隊參加。獨立隊以1–0獲勝，進球者是何塞·佩爾庫達尼（José Percudani）。
在2007年和平杯（在日本舉行）中，阿根廷的河床與英國俱樂部雷丁交鋒，最終以1–0戰勝對手。同樣在2009年於加拿大舉行的埃德蒙頓杯（Edmonton Cup）中，河床以1–0擊敗埃弗頓，進球者是阿列尔·奥尔特加。
最近的一場英國和阿根廷俱樂部之間的比賽是2011年7月在倫敦舉行的酋長盃，對陣雙方為阿仙奴和小保加。

### 俱樂部之間的官方決賽
| 冠軍           | 結果 | 失利球隊 | 比賽         |
| -------------- | ---- | -------- | ------------ |
| 拉普拉塔學生隊 | 1–0  | 曼聯     | 1968年洲際盃 |
| 拉普拉塔學生隊 | 1–1  | 曼聯     | 1968年洲際盃 |
| 獨立隊         | 1–0  | 利物浦   | 1984年洲際盃 |

## 球迷行為
這場競爭的色彩和暴力主要來自於球迷本身。在1982年福克蘭戰爭之前的比賽雖然引起了興趣和情感，但正是這場戰爭激發了熱情，提升了這場競爭的深度。在1986年比賽之前，來自兩國的球迷在墨西哥城的街頭發生了衝突，並進入了體育場，其中包括阿根廷球迷偷走的英國旗幟，以及英國球迷遭到阿根廷暴力球迷襲擊而受傷。

## 外部連結
- 英格蘭對阿根廷：歷史 19.05.02
- 重溫英格蘭對阿根廷 29.03.02
- 1951年至2005年英格蘭與阿根廷比賽結果的綜合列表
- 比賽報導 — 阿根廷 2–2 英格蘭（阿根廷在點球大戰中以4–3獲勝）30.06.98
- 比賽報導 — 阿根廷 0–1 英格蘭 17.06.02
- 比賽報導 — 阿根廷 2–3 英格蘭 12.11.05